# 吉田之久
吉田 之久（よしだ ゆきひさ、1926年12月4日 - 2003年3月24日）は、日本の元軍人、政治家。海兵74期。最終階級は少尉。戦後、衆議院議員（通算7期）、参議院議員（連続2期）。奈良県磯城郡田原本町出身。

## 来歴・人物
- 1926年12月4日、出生。
- 1945年
  - 3月30日、海軍兵学校を卒業後、北海道の航空隊に配属される。
  - 7月、少尉任官。※敗戦により、制式に少尉任官となったのは74期が最後。
- 1947年11月、公職追放の仮指定を受ける[1]。
- 1949年に京都大学文学部を卒業。関西電力での労組活動を経て、1955年より奈良県議会議員を2期務める。
- 1960年1月、民社党結成に参加（結成時の党名は、民主社会党）。若手時代に、党機関紙編集長を歴任。
- 1963年11月、衆院選で奈良県全県区に民社党公認で出馬し、落選。
- 1967年2月、衆院選で奈良県全県区に民社党公認で出馬し、初当選（以来、連続2回当選）。
- 1972年12月、衆院選で落選。
- 1976年12月、衆院選で返り咲き。（以来、連続5回当選）
- 1977年12月の党大会で新委員長に選出された佐々木良作委員長の下で中央執行委員に就任。
- 1981年、佐々木良作委員長の下で教宣局長に就任。佐々木委員長が辞任した1985年の党大会では、永末英一、河村勝と共に春日一幸常任顧問の「長老支配」批判の急先鋒に立った。
- 1989年2月、佐々木の後任の塚本三郎委員長がリクルート事件の責任を取って辞任し、後任の委員長に永末が就任すると国会対策委員長に就任。しかし、その年の参院選で10議席台割れの敗北を喫し、翌年の2月の衆院選では自身も落選。敗北の責任を取って委員長を辞任した永末と共に国会対策委員長の職を辞した。
- 1992年2月、参院奈良県選挙区補欠選挙に連合の会から出馬し、参院へ鞍替え初当選。同年8月には、連合の会を離れ、民社党に復帰。藤井恒男参議院議員会長の退任で党参議院議員会長に就任。
- 1994年12月、民社党が解党すると新進党結成に参加。
- 1995年、参院選を前に黒柳明参議院議員会長の退任で後任の参議院議員会長に就任後、7月の参院選に新進党が躍進し、自身も再選を果たす。また、両院議員総会の副議長に就任。1996年6月、参議院議員会長を退任。後任に林寛子（扇千景）が就任した。
- 1997年12月、新進党解党で新党友愛の結成に参加し、党参議院議員団の顧問に就任。
- 1998年4月、民主党結党に参加。
- 2001年7月、参院選不出馬。政界引退。
- 2003年3月24日、心不全のため死去。76歳没。

## 政策
- 選択的夫婦別姓制度導入に賛同。